# Bryan Cranston
Bryan Lee Cranston (San Fernando, Califòrnia, 7 de març de 1956) és un actor, actor de doblatge, escriptor i director estatunidenc. És conegut pel seu paper de Hall Wilkerson en la sèrie Malcolm in the middle, del doctor Tim Whatley a Seinfeld i de Walter White a Breaking Bad.

## Biografia
Bryan és fill de l'actor Joe Cranston. Cranston va créixer a Los Angeles i va anar a l'escola a Canoga Park. Va començar la seva carrera d'actor quan era jove, treballant a teatres locals i regionals, com al Teatre de Granada a San Fernando (Califòrnia). Cranston està casat amb Robin Dearden, a qui va conèixer durant el rodatge de la sèrie Airwolf el 1984. Tenen una filla en comú, Taylor. Anteriorment Cranston ja havia estat casat amb l'escriptora Mickey Middleton.

## Carrera professional
El seu personatge més famós va ser a la sèrie Malcolm in the middle, de Hall Wilkerson (pare d'en Malcolm) a partir de l'any 2000. Durant la dècada del 1980 Cranston treballà sovint en anuncis per a televisió i fou actor de veu en diverses sèries d'anime amb el nom de Lee Stones.
Abans del seu paper a Malcolm, interpretà l'astronauta Buzz Aldrin a la sèrie d'HBO From the Earth to the Moon. També interpretà el paper de l'astronauta Gus Grissom a la pel·lícula That Thing You Do!. També va realitzar un paper secundari a la sèrie Seinfeld, com el doctor Tim Whatley, el dentista d'en Jerry. Diversos episodis estan basats en la relació d'en Jerry amb el seu dentista i la seva paranoia envers els dentistes. Addicionalment, ha tingut un paper en la comèdia The King of Queens, en el paper d'en Tim Sasky, un veí molest d'en Doug Heffernan. I a la sèrie How I Met Your Mother com a Hammond Druthers, un company de feina molest d'en Ted Mosby. Actualment dona vida al protagonista de la sèrie Breaking Bad, on interpreta un professor de química que s'introdueix en el món del narcotràfic.
A la pel·lícula de Steven Spielberg Saving Private Ryan interpreta el paper d'oficial al Departament de Guerra al començament de la pel·lícula i a la pel·lícula Petita Miss Sunshine interpreta l'agent literari d'en Greg Kinnear.
Cranston ha dirigit episodis d'algunes de les diverses sèries en què ha participat i ha rebut tres Premis Emmy pel seu paper de Walter White a la sèrie Breaking Bad. A més a més, va escriure i dirigir la pel·lícula Last Chance el 1999.
L'any 2011 torna al cinema amb la pel·lícula The Innocent en el paper del detectiu Lankford i a El venjador del futur.
El 2012 interpretà el paper de Jack O'Donnell a la pel·lícula Argo, guanyadora d'un Oscar a la millor pel·lícula de l'any.

## Filmografia

### Pel·lícules
| Any  | Pel·lícula                                     | Paper                                   | Notes                                              |
| ---- | ---------------------------------------------- | --------------------------------------- | -------------------------------------------------- |
| 1987 | Royal Space Force: The Wings of Honneamise     | Matti Tohn                              | Doblat a l'anglès de la pel·lícula en japonès      |
| 1987 | Amazon Women on the Moon                       | Parametge #1                            |                                                    |
| 1988 | The Big Turnaround                             | Desconegut                              |                                                    |
| 1990 | Corporate Affairs                              | Darren                                  |                                                    |
| 1991 | Dead Space                                     | Darden                                  |                                                    |
| 1994 | Erotique                                       | Dr. Robert Stern                        |                                                    |
| 1994 | Clean Slate                                    | Club official                           |                                                    |
| 1994 | Macross Plus                                   | Isamu Alva Dyson                        | Doblatge anglès de la pel·lícula japonesa          |
| 1994 | The Companion                                  | Alan                                    | Llançament directe en vídeo                        |
| 1996 | Time Under Fire                                | Braddock                                |                                                    |
| 1996 | That Thing You Do!                             | Virgil 'Gus' Grissom                    |                                                    |
| 1996 | Street Corner Justice                          | Father Brophy                           |                                                    |
| 1997 | Strategic Command                              | Phil Hertzberg                          |                                                    |
| 1997 | Armitage III: Poly-Matrix                      | Eddie Borrows                           | Doblatge a l'anglès de la pel·lícula japonesa      |
| 1998 | Saving Private Ryan                            | Coronel del Departament de Guerra       |                                                    |
| 1999 | Last Chance                                    | Lance                                   | També escriptor, director i productor              |
| 2000 | The Big Thing                                  | Roberto Montalban                       |                                                    |
| 2000 | Ramayana: The Legend of Prince Rama            | Ram                                     | Doblatge a l'anglès de la pel·lícula indo-japonesa |
| 2000 | Terror Tract                                   | Ron Gatley                              |                                                    |
| 2004 | Seeing Other People                            | Peter                                   |                                                    |
| 2004 | Illusion                                       | David                                   |                                                    |
| 2005 | Magnificent Desolation: Walking on the Moon 3D | Buzz Aldrin                             |                                                    |
| 2006 | Petita Miss Sunshine                           | Stan Grossman                           |                                                    |
| 2006 | Intellectual Property                          | Conductor CSE Ràdio                     |                                                    |
| 2007 | Hard Four                                      | Bryce Baxter                            |                                                    |
| 2009 | Love Ranch                                     | TBA                                     |                                                    |
| 2009 | Red Tails                                      | Alcalde William Mortamus                |                                                    |
| 2011 | L'innocent (The Lincoln Lawyer)                | TBA                                     |                                                    |
| 2011 | Larry Crowne                                   | Dean Tainot                             |                                                    |
| 2011 | Drive                                          | Shannon                                 |                                                    |
| 2012 | Contagion                                      | Lyle Haggerty                           |                                                    |
| 2012 | Rock of Ages                                   | Mike Whitmore                           |                                                    |
| 2012 | John Carter                                    | Coronel de la Garxa Atòmica             |                                                    |
| 2012 | Madagascar 3: Europe's Most Wanted             | Vitaly el tigre siberià (veu en anglès) |                                                    |
| 2012 | Argo                                           | Jack O'Donnell                          |                                                    |
| 2012 | Total Recall                                   | Vilos Cohaagen                          |                                                    |
| 2014 | Godzilla                                       |                                         |                                                    |
| 2015 | Kung Fu Panda 3                                |                                         |                                                    |
| 2016 | Wakefield                                      | Howard Wakefield                        |                                                    |
| 2017 | The Upside                                     | Phillip Lacasse                         |                                                    |
| 2018 | Isle of Dogs                                   | Chief                                   | Veu                                                |
| 2019 | El Camino: A Breaking Bad Movie                | Walter White                            |                                                    |

### Televisió
| Any            | Sèrie                                                         | Paper                                             | Notes |
| -------------- | ------------------------------------------------------------- | ------------------------------------------------- | --- |
| 1982           | CHiPs                                                         | Billy Joe                                         | Episodi 6.9: "Return to Death's Door"                                                                            |
| 1983-1985      | Loving                                                        | Douglas "Doug" Donovan                            | Membre del repartiment principal                                                                                 |
| 1985           | Cover Up                                                      | Frank Lawler/Tommy Maynard                        | Episodi 1.17: "Who's Trying to Kill Miss Globe?"                                                                 |
| 1985           | One Life to Live                                              | Dean Stella                                       | |
| 1986           | Airwolf                                                       | Robert Hollis                                     | Episodi 3.17: "Desperate Monday"                                                                                 |
| 1986           | North and South: Book II                                      | Coronel Austin                                    | Episodi 1.6 |
| 1986 1990 1996 | Murder, She Wrote                                             | Brian East Jerry Wilber Parker Foreman            | Episodi 2.20: "Menace, Anyone?" Episodi 6.12: "Good-Bye Charlie" Episodi 12.17: "Something Foul in Flappieville" |
| 1987           | Hill Street Blues                                             | Desconegut                                        | Episodi 7.21: "A Pound of Flesh"                                                                                 |
| 1987           | The Return of the Six-Million-Dollar Man and the Bionic Woman | Dr. Shepherd                                      | Pel·lícula per a televisió                                                                                       |
| 1987 1991      | Matlock                                                       | Brian Emerson Dr. Harding Fletcher                | Episodi 2.11: "The Gift" Episodi 6.4: "The Marriage Counselor"                                                   |
| 1988           | Raising Miranda                                               | Oncle Russell                                     | 9 episodis |
| 1989           | Falcon Crest                                                  | Martin Randall                                    | Episodi 8.18: "Enquiring Minds"                                                                                  |
| 1989           | I Know My First Name Is Steven                                | Oficial Dickenson                                 | Mini-sèrie |
| 1989           | Baywatch                                                      | Tom Logan                                         | Episodi 1.8: "Cruise Ship"                                                                                       |
| 1990           | Hull High                                                     | Sr. McConnell                                     | Episodi 1.8 |
| 1990           | Jake and the Fatman                                           | Lyle Wicks/Miller                                 | Episodi 4.3: "Exactly Like You"                                                                                  |
| 1991           | The Flash                                                     | Philip 'Mark' Moses                               | Episodi 1.13: "Be My Baby"                                                                                       |
| 1991           | Dead Silence                                                  | Professor Harris                                  | Pel·lícula per a televisió                                                                                       |
| 1992           | L.A. Law                                                      | Desconegut                                        | Episodi 6.11: "All About Sleaze"                                                                                 |
| 1993           | Moldiver                                                      | Tècnic del Launch Control Center Veus addicionals | Doblatge a l'anglès de la sèrie japonesa                                                                         |
| 1993           | The Disappearance of Nora                                     | Desconegut                                        | Pel·lícula per a televisió                                                                                       |
| 1993           | Prophet of Evil: The Ervil LeBaron Story                      | Desconegut                                        | Pel·lícula per a televisió                                                                                       |
| 1993           | Mighty Morphin Power Rangers                                  | Veu de Snizard Veu de Twinman                     | Episodi 1.14: "Foul Play in the Sky" Episodi 1.38: "A Bad Reflection on You"                                     |
| 1993           | Super Dimension Century Orguss 02                             | Oficial Imperial                                  | Doblatge a l'anglès de la sèrie japonesa                                                                         |
| 1994           | Armitage III                                                  | Eddie Borrows                                     | Doblatge a l'anglès de la sèrie japonesa                                                                         |
| 1994           | Men Who Hate Women & the Women Who Love Them                  | David                                             | Pel·lícula per a televisió                                                                                       |
| 1994           | Days Like This                                                | Benny                                             | Pel·lícula per a televisió                                                                                       |
| 1994           | Tekkaman Blade                                                | SgtO. Miles O'Rourke                              | Doblatge a l'anglès de la sèrie japonesa                                                                         |
| 1994           | Viper                                                         | Garrett Berlin                                    | Episodi 1.9: "Wheels of Fire"                                                                                    |
| 1994           | Walker, Texas Ranger                                          | Hank                                              | Episodi 2.18: "Deadly Vision"                                                                                    |
| 1994-1997      | Seinfeld                                                      | Dr. Tim Whatley                                   | 5 episodis |
| 1995           | Extreme Blue                                                  | Ned Landry                                        | Pel·lícula per a televisió                                                                                       |
| 1995           | Kissing Miranda                                               | Agent especial Falsey                             | Pel·lícula per a televisió                                                                                       |
| 1995           | Touched by an Angel                                           | Dr. Tom Bryant                                    | Episodi 1.11: "The Hero"                                                                                         |
| 1995           | Brotherly Love                                                | Russell Winslow                                   | Episodi 1.2: "Such a Bargain"                                                                                    |
| 1995           | Land's End                                                    | Matt McCulla                                      | Episodis 1.1 i 1.2: "Land's End" Parts 1 i 2                                                                     |
| 1995           | Nowhere Man                                                   | Xèrif Norman Wade                                 | Episodi 1.8: "The Alpha Spike"                                                                                   |
| 1996           | Eagle Riders                                                  | Joe Thax                                          | Doblatge de la sèrie japonesa                                                                                    |
| 1996           | The Louie Show                                                | Curt Sincic                                       | Episodi 1.1: "Take Two Donuts and Call Me in the Morning"                                                        |
| 1996           | The Rockford Files: Punishment and Crime                      | Patrick Dougherty                                 | Pel·lícula per a televisió                                                                                       |
| 1996 1998      | Diagnosis Murder                                              | Walter Mason Martin Rutgers                       | Episodi 3.10: "Living on the Streets Can Be Murder" Episodi 6.5: "Blood Will Out"                                |
| 1997           | Moloney                                                       | Desconegut                                        | Episodi 1.12: "Clarity Begins at Home"                                                                           |
| 1997           | Babylon 5                                                     | Ericsson                                          | Episodi 4.5: "The Long Night"                                                                                    |
| 1997           | Dogs                                                          | Desconegut                                        | Pilot |
| 1997           | Goode Behavior                                                | Executiu de gravació                              | Episodi 1.20: "Goode Music"                                                                                      |
| 1997           | Sabrina, the Teenage Witch                                    | Advocat Witch                                     | Episodi 1.24: "Troll Bride"                                                                                      |
| 1997           | Pearl                                                         | Isaac Perlow                                      | Episodi 1.21: "My So-Called Real Life"                                                                           |
| 1997           | Total Security                                                | Jason Nichols                                     | Episodi 1.10: "Wet Side Story"                                                                                   |
| 1997           | Alright Already                                               | Robert                                            | Episodi 1.3: "Again with the Pilot"                                                                              |
| 1998           | Brooklyn South                                                | IAB Tinent Gordon Denton                          | Episodis 1.11: "Gay Avec" i 1.15: "Fisticuffs"                                                                   |
| 1998           | From the Earth to the Moon                                    | Buzz Aldrin                                       | Mini-sèrie |
| 1998           | V.I.P.                                                        | Colt Arrow                                        | Episodi 1.1: "Beats Working at a Hot Dog Stand"                                                                  |
| 1998           | The X-Files                                                   | Patrick Crump                                     | Episodi 6.2: "Drive"                                                                                             |
| 1998           | Chicago Hope                                                  | Jesus                                             | Episodi 5.9: "Tantric Turkey"                                                                                    |
| 1998           | Working                                                       | Larry Prince                                      | Episodi 2.8: "The Consultant"                                                                                    |
| 1998           | Honey, I Shrunk the Kids: The TV Show                         | Ronald 'Cheesy' Meezy                             | Episodi 2.11: "Honey, I'm the Sorcerer's Apprentice"                                                             |
| 1999           | 3rd Rock from the Sun                                         | Imitador Neil Diamond                             | Episodi 4.14: "Paranoid Dick"                                                                                    |
| 1999           | The Pretender                                                 | Neil Roberts                                      | Episodi 3.16: "PTB"                                                                                              |
| 1999-2001      | The King of Queens                                            | Tim                                               | 4 episodis |
| 2000-2001      | Clerks: The Animated Series                                   | Veus addicionals                                  | 3 episodis |
| 2000-2006      | Malcolm in the middle                                         | Hal Wilkerson                                     | Membre del repartiment principal; 151 episodis També va dirigir 7 episodis                                       |
| 2001           | 'Twas the Night                                               | Nick Wrigley                                      | Pel·lícula per a televisió                                                                                       |
| 2001           | The Santa Claus Brothers                                      | Santa Claus                                       | Pel·lícula per a televisió                                                                                       |
| 2003           | National Lampoon's Thanksgiving Family Reunion                | Woodrow Snider                                    | Pel·lícula per a televisió                                                                                       |
| 2003           | Lilo & Stitch: The Series                                     | Sr. Jameson                                       | Episodi 1.25: "Nosy: Experiment #199"                                                                            |
| 2005           | American Dad                                                  | Publicista                                        | Episodi 1.15: "Star Trek"                                                                                        |
| 2006           | Special Unit                                                  | N/A                                               | Director |
| 2006           | Big Day                                                       | N/A                                               | Va dirigir l'episodi 1.5: "Stolen Vows"                                                                          |
| 2006-2007      | How I Met Your Mother                                         | Hammond Druthers                                  | Episodis 2.6: "Aldrin Justice" i 2.13: "Columns"                                                                 |
| 2007           | Fallen                                                        | Lucifer The Light Bringer                         | Minisèrie |
| 2008           | Family Guy                                                    | Hal                                               | Episodi 4.21: "I Take Thee Quagmire"                                                                             |
| 2008-2013      | Breaking Bad                                                  | Walter H. White                                   | Protagonista de la sèrie. Va dirigir l'episodi 2.1: "Seven Thirty-Seven" i el 3.1 "No mas".                      |
| 2011-          | Modern Family                                                 | Ell mateix                                        | Va dirigir l'episodi 3.19 "Dia de les eleccions".                                                                |

## Premis i nominacions

### Premis
- 2008. Primetime Emmy al millor actor en sèrie dramàtica per Breaking Bad
- 2009. Primetime Emmy al millor actor en sèrie dramàtica per Breaking Bad
- 2010. Primetime Emmy al millor actor en sèrie dramàtica per Breaking Bad

### Nominacions
- 2002. Primetime Emmy al millor actor secundari en sèrie còmica per Malcolm in the Middle
- 2003. Globus d'Or al millor actor secundari en sèrie, minisèrie o telefilm per Malcolm in the Middle
- 2003. Primetime Emmy al millor actor secundari en sèrie còmica per Malcolm in the Middle
- 2006. Primetime Emmy al millor actor secundari en sèrie còmica per Malcolm in the Middle
- 2011. Globus d'Or al millor actor en sèrie de televisió dramàtica per Breaking Bad
- 2012. Globus d'Or al millor actor en sèrie de televisió dramàtica per Breaking Bad
- 2012. Primetime Emmy al millor actor en sèrie dramàtica per Breaking Bad
- 2013. Globus d'Or al millor actor en sèrie de televisió dramàtica per Breaking Bad
- 2013. Primetime Emmy al millor actor en sèrie dramàtica per Breaking Bad